# 8900 AAVSO
AAVSO — астероїд головного поясу, відкритий 24 жовтня 1995 року.
Названо на честь Американської асоціації спостерігачів змінних зір (англ. The American Association of Variable Star Observers, AAVSO).
Тіссеранів параметр щодо Юпітера — 3,417.